# Sketches by Boz
Sketches by Boz var Charles Dickens första utgivna litterära verk. Boken publicerades 1836 och utgjordes av skisser som publicerats i tidskrifter från 1833. Dickens skrev under signaturen Boz i dessa tidskrifter, därav namnet på samlingen. Sketches by Boz var början på Dickens karriär som författare.